# إدوارد فون دير هيلين
إدوارد فون دير هيلين (بالألمانية: Eduard von der Hellen) هو أمين الأرشيف وكاتب ألماني، ولد في 27 أكتوبر 1863 في Wellen ‏ في ألمانيا، وتوفي في 17 ديسمبر 1927 في شتوتغارت في ألمانيا.